# Novenair
Het novenaire talstelsel werkt niet zoals het decimale met het grondtal 10 maar met het grondtal 9. Men heeft daarin alleen de beschikking over de cijfers 0 t/m 8. De getallen 0 t/m 8 worden hierdoor hetzelfde genoteerd. 9 decimaal is dus 10 novenair. 10 is 11. 11,12. 12,13. 14,15. 18 is 20, 27 is 30, 81 is 100, 729 is 1000 enz.
Novenair kan gebruikt worden om tertiaire getallen te versimpelen, zoals ook hexadecimaal gebruikt wordt om binaire getallen te versimpelen.
In novenair zijn er geen priemgetallen die eindigen op 0, 3 of 6 behalve 3 zelf omdat die getallen deelbaar zijn door drie.
Een novenair getal is deelbaar door 2, 4 of 8 als de som van de cijfers in het getal 2, 4 of 8 is.